# 栗原イネ

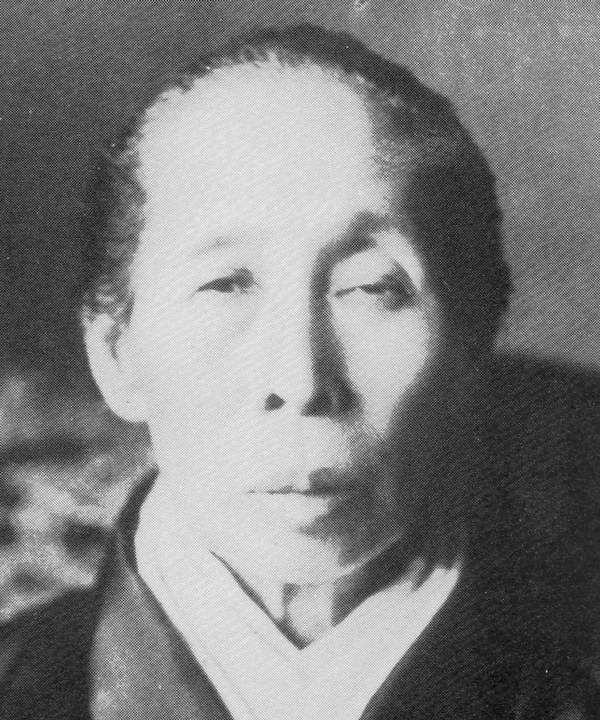
栗原イネ

栗原 イネ（くりはら イネ、嘉永5年3月5日（1852年4月23日）- 1922年（大正11年）1月31日）は明治期の実業家。ダイドーリミテッド創業者。

## 概略
- 1852年4月23日（嘉永5年3月5日）、下野国安蘇郡植野村（現：栃木県佐野市植野地区）生まれ。生家は反物や荒物商をしていた。
- 父が林業で事業を興すも失敗、長女として家族を養う。1878年（明治11年）に3人目の夫である加藤庄平と結婚し上京した。
- 上京の後、1884年（明治17年）に東京市本所区本所林町（現：墨田区立川付近）に栗原稲工場を設立。後に栗原紡績工場、大同毛織と改称。現在にまで続くダイドーリミテッドの基礎を築いた。1919年（大正8年）には緑綬褒章を受賞した。
- 1922年1月31日死去。享年69。